# Bildungshaus Schloss Puchberg

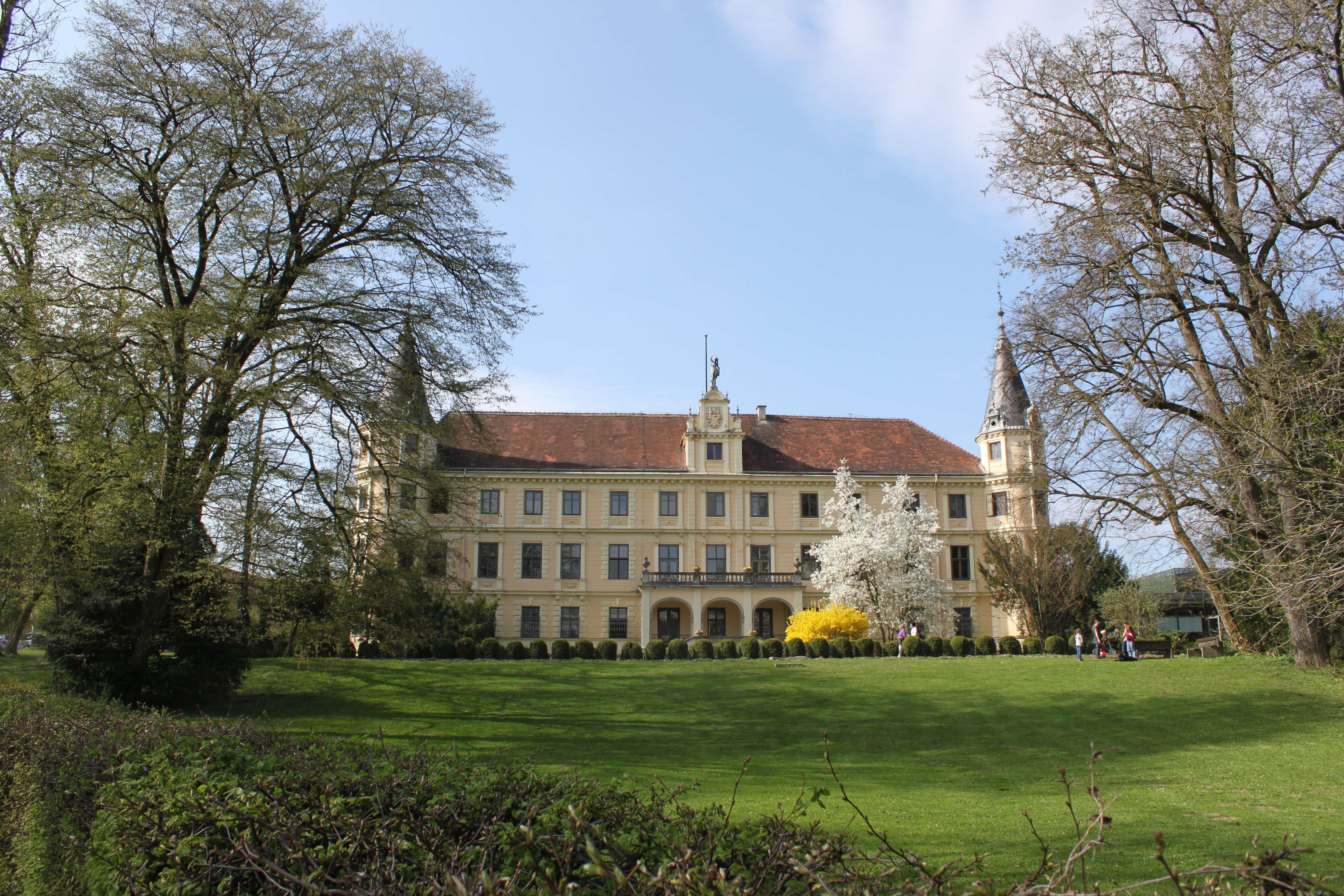
Schloss und Schlosspark

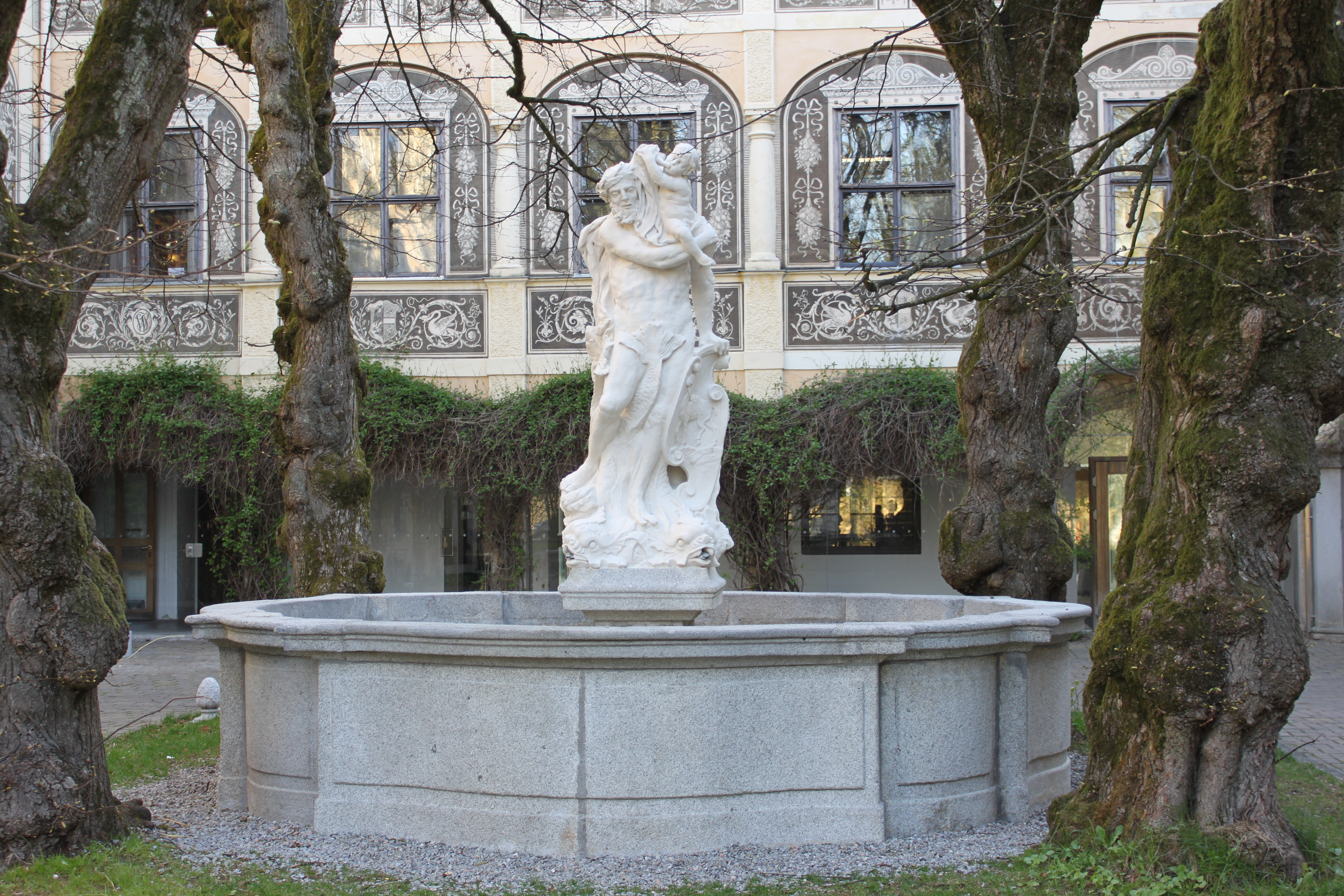
Neptunbrunnen

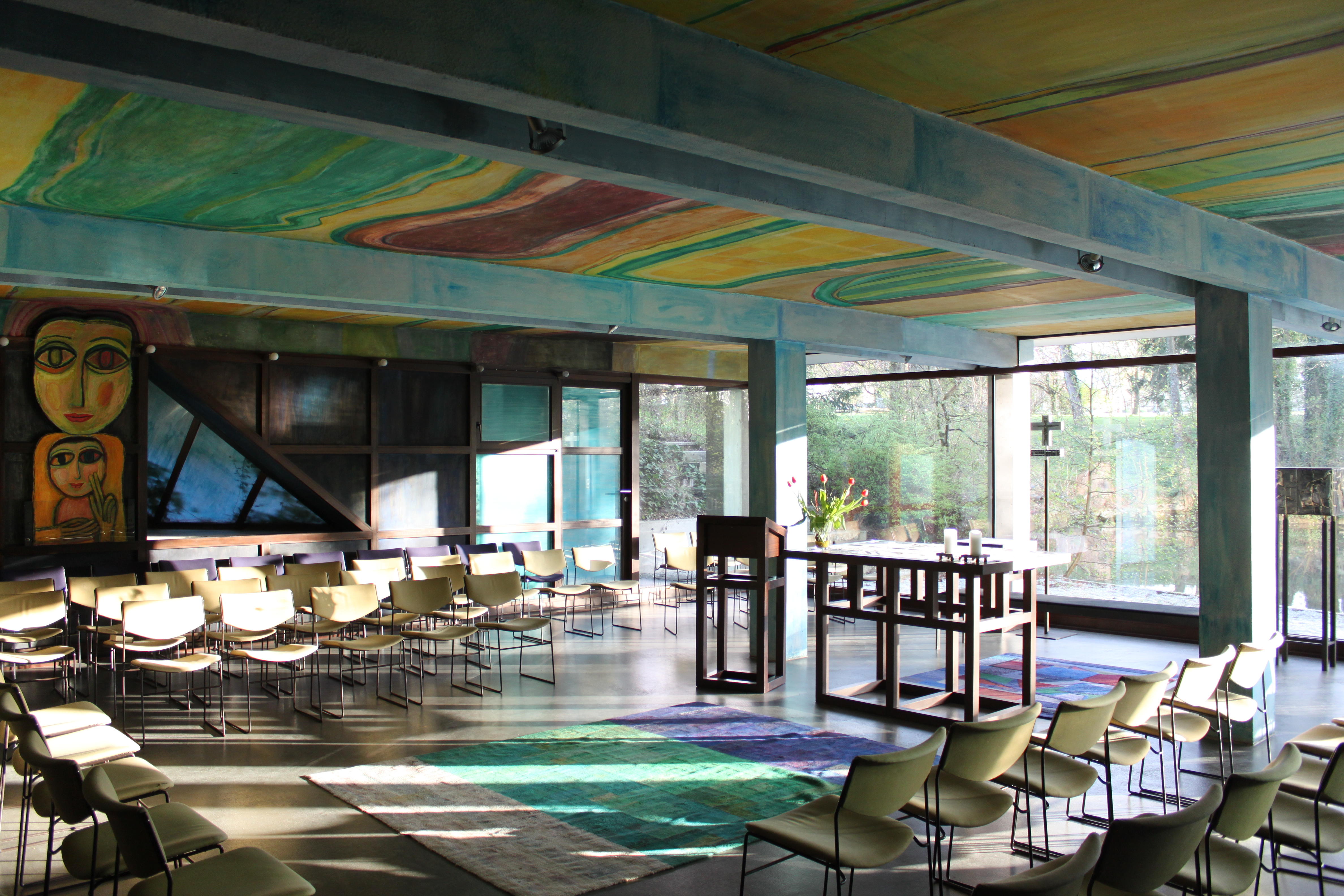
Kapelle

Das Bildungshaus Schloss Puchberg ist eine Bildungseinrichtung der Diözese Linz in der Stadt Wels im Stadtteil Puchberg. Seit September 2023 wird es von Christoph Burgstaller geleitet. Grundbücherliche Eigentümerin ist die Diözesane Immobilien-Stiftung.

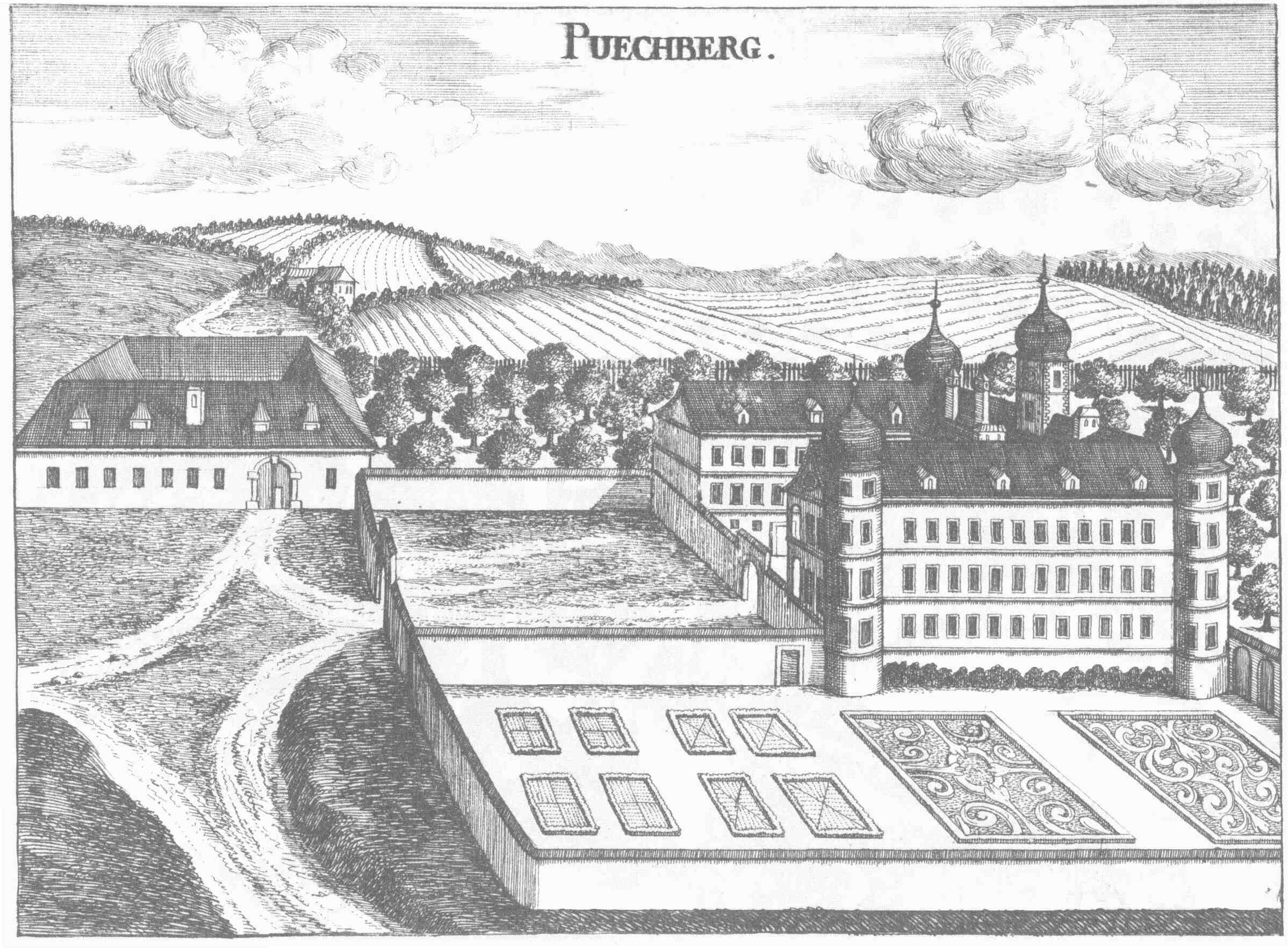
Schloss Puchberg nach einem Stich von Georg Matthäus Vischer von 1674

## Geschichte Schloss Puchberg
Schloss Puchberg leitet seinen Namen von dem edlen Christoph Puechner her, der es am Ende des 16. Jahrhunderts (ab 1595) im Stil der Renaissance erbaute. Dieses wurde am 9. November 1618 von Kaiser Matthias zu einem Edelmannsitz erhoben und nach seinem Begründer benannt, der nun Untertanen erwerben und über sie die niedere Gerichtsbarkeit ausüben durfte.
Vischers „Topographia“ zeigt uns die Ansicht des Schlosses aus dem 17. Jahrhundert. Wenngleich auf ihr der Rundturm des Nordflügels fehlt, gilt es heute kunsthistorisch als gesichert, dass dessen Gewölbe noch aus der Errichtungszeit stammen. Das Gleiche trifft auf die Eingangshalle und den Treppenaufgang zum ersten Stock zu. Während diese schlicht gehalten sind, weisen die Stuckdecken im ersten Stock (Südflügel) eine reiche Ornamentik auf. Die frühbarocken Zwiebeltürme gehören vermutlich schon der nächsten Besitzepoche an.
Unter dem alten Geschlecht der Seeauer begann sich der Besitzstand der Herrschaft Puchberg weit auszudehnen: Egidius von Seeau (ab 1641 auf Puchberg) brachte Teile des Polheimer Besitzes an sich. Unter Graf Anton Nikolaus von Seeau, der 1694 die Herrschaft übernahm, wurde auf Puchberg um 1700 eine Brauerei errichtet. Derselben Ära des frühen 18. Jahrhunderts entstammt der Brunnen im Schlosshof mit der Figur des Neptuns (1740), ebenso die Marienstatue am Einfahrtstor zum Gutshof und die dort auf einer Säule errichtete Pietà.
1767 erwarb der Leibarzt von Maria Theresia, Elias Freiherr Engl von Wagrein, das Besitztum. Nach ihm kam es zu einem häufigen Besitzerwechsel und 1848 zur Aufhebung der Grundherrschaft im ganzen Land.
Zu neuem Glanz kam Puchberg erst wieder durch Alfred Ritter von Jurnitschek, der 1877 sein Besitzer wurde. Mit Hilfe des Münchner Architekten Christian Lothary gestaltete er das Schloss von 1880-1885 großzügig im klassizistischen Stil um. Jurnitschek konnte dank seines Reichtums einige der besten Künstler seiner Zeit heranziehen:
Heinrich Irmann ist verantwortlich für die Sgraffitodekoration des Schlosshofes mit ihren Landsknechtfiguren. Sein Lehrer, Prof. August Eisenmenger (bekannt durch Arbeiten an Wiener Ringstraßenbauten, z. B. Friesgemälde des Parlaments, Deckengemälde des Musikvereinssaales), schuf vier Medaillons „Freuden des Landlebens“ für den Barocksaal in Puchberg (jetziger Spiegelsaal).
Die Stuckarbeiten für den Rokoko-Plafond fertigte Hofbildhauer Reinhard Völkl an, der u. a. auch durch die prachtvolle Stuckaturen der heutigen Wiener Theologischen Fakultät bekannt ist. Gemeinsam gelang diesen Künstlern auf dem oberösterreichischen Sommersitz von Jurnitschek ein in seiner Geschlossenheit einzigartiges Monument des Historismus.
Auch der Gutshof wurde einbezogen und erweitert. Jurnitschek ließ dort eine Gasfabrik errichten, in der er Steinkohle verkokste und so Gaslampen bzw. einen Gasmotor betrieb, der wiederum schon am Ende des 19. Jahrhunderts elektrisches Licht erzeugte. Jurnitschek verlor schließlich den Großteil seines Vormögens in einem langwierigen Prozess mit dem Steyrer Waffenfabrikanten Josef Werndl.
1912 erwarb der Münchner Privatmann Paul Schönig Schloss Puchberg. Aber schon 1916 gelang es in die Hände des Steyrer Gummifabrikanten Josef Reithoffer, der auch Vorstandsmitglied der Semperit AG war. In der Zeit des Nationalsozialismus wurde das Schloss zur Einquartierung militärischen Personals, etwa des Fliegerhorstes Wels, genutzt.  Gisela Kobbe verkaufte das Schloss 1950 an das Bundesministerium für Land- und Forstwirtschaft, das in ihm eine bäuerliche Mittelschule errichten wollte. Als hierfür in der Nähe von Wien ein geeigneteres Objekt gefunden wurde, versuchte man Puchberg wieder abzustoßen.
Drei Jahre später, 1953, wurde Schloss Puchberg zum selben Preis, nämlich 1,3 Millionen Schilling an die Diözese Linz verkauft. Dieser Verkauf war Gegenstand einer eigenen Nationalratsdebatte (21. Mai 1953), da bei einem Kaufpreis von mehr als einer halben Million Schilling ein eigenes Bundesgesetz verabschiedet werden musste, die sog. „Lex Puchberg“. Die Diözese Linz ließ noch im selben Jahr das Schloss für Zwecke eines diözesanen Bildungsheims renovieren und adaptieren.

## Geschichte Bildungshaus Schloss Puchberg
Als im Jahr 1953 das „Katholische Volksbildungsheim Puchberg“ eröffnet wurde, sollte diese Einrichtung in erster Linie der Bildung der ländlichen Bevölkerung, im Besonderen der bäuerlichen Jugend, dienen. Dass sich im neuen Bildungsheim sehr bald eine besondere „Puchberger Atmosphäre“ entwickelte, darf auch zum Teil dem Flair des Renaissanceschlosses zugeschrieben werden.
Der eigentliche prägende Faktor aber war der Geist der Diskussion und Konfrontation, wie er in Puchberg von Anfang an üblich war. Unermüdlicher Verfechter und Herausforderer dieser dialogischen Grundhaltung war der Gründer und langjährige Rektor des Hauses, Karl Wild (bis 1983).
Die Dynamik des Bildungshauses spiegelt sich im ständigen thematischen Wandel der Bildungsangebote ebenso wie im kontinuierlichen Anstieg der Besucherzahlen im Laufe der 55 Jahre des Bestehens. Aus dem ländlich orientierten Volksbildungsheim ist ein modernes Bildungshaus mit dem umfassenden Ziel einer zeitgemäßen Bildung für alle Bevölkerungsschichten und ein „Ort des Aufatmens und der Verwandlung“ (Leitbild) geworden.
Immer wieder waren Erweiterungen und Umbauten notwendig, damit das Haus den ständig steigenden quantitativen und qualitativen Anforderungen nachkommen konnte. Umfangreiche Veränderungen wurden von den Architekten Karl Odorizzi, Gottfried Nobl sen. und jun., Hans Roth und Luger&Maul durchgeführt.
Der historische Kern aber ist geblieben. Ebenso wie die Haltungen, die das Haus von Anfang an unverwechselbar machten: der Geist des Gesprächs, die Freiheit des Denkens und die Offenheit nach vorne.